# Lasiopogon terneicus
Lasiopogon terneicus là một loài ruồi trong họ Asilidae. Lasiopogon terneicus được Lehr miêu tả năm 1984. Loài này phân bố ở vùng Cổ Bắc giới.